# Gonzalo Núñez de Guzmán
Gonzalo Núñez de Guzmán (1334-Almagro, 1404), hijo de Pedro Núñez de Guzmán, Adelantado mayor de León, y de Elvira Padilla. Fue XXIX maestre de la Orden de Alcántara (1384-1385) y, posteriormente, XXIV de la Orden de Calatrava, (septiembre de 1385-1404).

## Biografía

### Juventud y matrimonio con Isabel Enríquez
Nació en 1334, y era miembro de la casa de Guzmán, una de las familias nobiliarias más importantes del reino. El cronista Francisco de Rades y Andrada afirmó que en una escritura del archivo de la Orden de Calatrava se afirmaba que cuando Gonzalo Núñez de Guzmán e Isabel Enríquez de Castilla, que era hija ilegítima del rey Enrique II de Castilla, eran jóvenes, ambos contrajeron matrimonio «clandestinamente», lo que también es confirmado por otros autores, y dicho cronista señaló que a causa de ello el rey Enrique II encerró en prisión a Gonzalo Núñez de Guzmán e Isabel Enríquez profesó como religiosa junto a su hermana Inés Enríquez en el convento de Santa Clara la Real de Toledo.

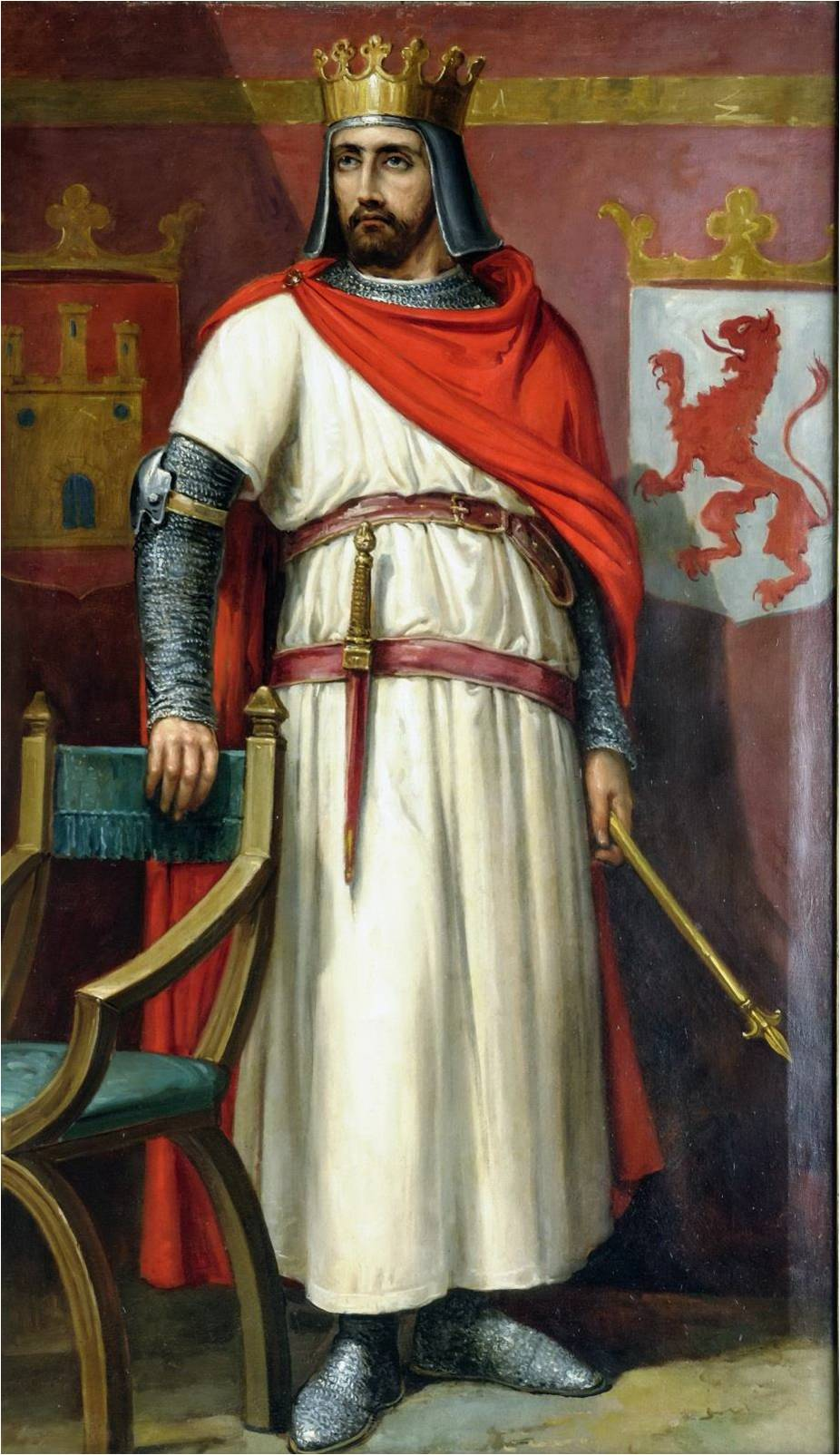
Retrato imaginario de Enrique II de Castilla. José María Rodríguez de Losada. (Ayuntamiento de León).

Conviene señalar que el 26 de mayo de 1383, en Aviñón, el papa Clemente VII absolvió a un individuo llamado Gonzalo, a fin de que este pudiera ingresar como caballero en la Orden de Alcántara, de su delito de bigamia e infamia, y suspendió las sanciones que se le habían impuesto, según consta en un documento publicado en el tomo I de la Colección diplomática medieval de la orden de Alcántara. Pero el historiador Blas Quintanilla Casado señaló que cabe la posibilidad de que ese documento, cuyo original se conserva en el Registro del Archivo Vaticano, no se refiriera a Gonzalo Núñez de Guzmán.
Aunque no hay constancia documental de ese matrimonio entre Gonzalo Núñez de Guzmán e Isabel Enríquez, en una sección del testamento del rey Enrique III de Castilla, que este otorgó en la ciudad de Toledo el 24 de diciembre de 1406, un día antes de su muerte, sí consta explícitamente que entre Isabel Enríquez y Gonzalo Núñez, que había fallecido dos años antes, en 1404, existían ciertas obligaciones económicas:

Otrosí por quanto yo mandé cien mil maravedís a doña Inés y doña Isabel, mis tías, monjas en Santa Clara de Toledo, por quanto yo tomé algunos de los bienes que el maestre Gonzalo Núñez de Guzmán dexó por algunos maravedís míos que me tomó de mis rentas y pechos y derechos, y el dicho maestre era obligado a la dicha doña Isabel en algunas cuantías de maravedís; e yo por le hacer enmienda le mandé los dichos cien mill maravedís; mando a los dichos mis testamentarios que se los fagan pagar de los maravedís de mi tesoro.

Además, el 23 de septiembre de 1395 Gonzalo Núñez de Guzmán, que en esos momentos era maestre de la Orden de Calatrava, fue absuelto de la excomunión que pesaba sobre él por el arzobispo de Toledo, Pedro Tenorio, y en el documento se afirma que había sido excomulgado por su «unión», a la que no se califica de matrimonio, con Isabel Enríquez, y el historiador Quintanilla Casado señaló que una unión matrimonial válida jamás es condenada por la Iglesia, sino al contrario, por lo que en su opinión en este caso debió de producirse alguna «irregularidad canónica», aunque también afirma, basándose en los documentos y relatos cronísticos mencionados anteriormente, que no puede dudarse de que hubo una vinculación entre ambos que en cualquier caso quedó rota cuando Gonzalo entró a formar parte de la Orden de Alcántara e Isabel Enríquez se retiró al convento de las clarisas de Toledo.

### Maestre de las órdenes de Alcántara y Calatrava (1384-1404)

Emblema de la Orden de Calatrava

Fue primero maestre de la Orden de Alcántara, sucediendo a Diego Gómez Barroso. En 1385, con el permiso del papa, el rey Juan I de Castilla lo designó maestre de la Orden de Calatrava. Siendo maestre de dicha orden, creó en 1397 los Prioratos Formados, institución similar a las encomiendas con sus propias rentas. También sustituyó el escapulario y la capilleta del hábito de la orden por la cruz roja sobre la vestimenta.
En tiempos del rey Enrique III de Castilla, Gonzalo Núñez de Guzmán, acompañado por varios miembros de su Orden, entró en tierra de moros, talando campos y destruyendo muchos lugares, llegando hasta la puertas de Granada. Ya por 1404, después de otra incursión por el reino nazarí de Granada, y después de la retirada de las tropas cristianas, quedó Gonzalo como frontero y capitán general de los reinos de Córdoba y Jaén. Enfermó y con unos setenta años de edad, regresó a Almagro, donde falleció en 1404. 
Fue sepultado en una capilla del castillo de Calatrava la Nueva.

## Matrimonio y descendencia

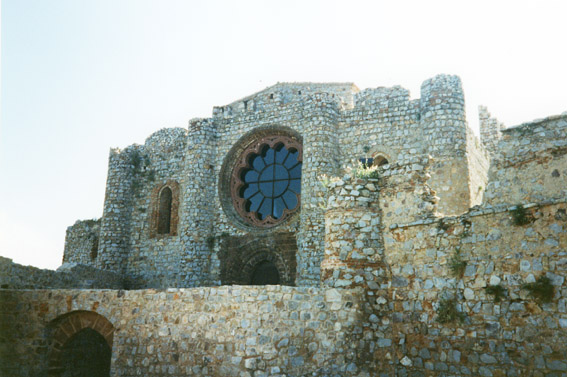
Iglesia del castillo de Calatrava la Nueva, donde fueron sepultados los maestres Gonzalo Núñez de Guzmán y Luis González de Guzmán. (Provincia de Ciudad Real).

Luis de Salazar y Castro, basándose en lo afirmado por otros genealogistas como el marqués de Mondéjar, José Pellicer y Diego Ortiz de Zúñiga, señaló en el tomo III de su Historia genealógica de la Casa de Lara que fruto de la relación o matrimonio entre el maestre Gonzalo Núñez de Guzmán e Isabel Enríquez nacieron dos hijos, y otros historiadores modernos, como Enrique Rodríguez-Picavea Matilla, afirman que casi con toda seguridad el maestre Luis González de Guzmán habría sido uno de ellos. Argumentan que Luis González pudo hacerse pasar por sobrino de Gonzalo en lugar de hijo debido a que el rey Enrique II no aprobó el matrimonio de sus padres y encerró a Gonzalo Núñez en prisión, lo que explicaría que el apellido de Luis fuera «González», que como señaló Rodríguez-Picavea Matilla, no era comúnmente usado por los miembros de su familia. Según lo afirmado por Luis de Salazar y Castro, Gonzalo Núñez de Guzmán e Isabel Enríquez habrían tenido dos hijos:
- Luis González de Guzmán (m. 1443).[21] Fue Maestre de la Orden de Calatrava desde 1407 hasta 1443 y contrajo matrimonio con Inés de Torres,[22] que era hija de Sancho Díaz de Torres, adelantado de Cazorla, y de María Pérez de Godoy, señora de Ximena, con quien tuvo varios hijos.[15] Fue sepultado en la capilla mayor de la iglesia del castillo de Calatrava la Nueva,[17][18] y entre sus descendientes destacaron los marqueses de la Algaba.[23]
- Pedro Núñez de Guzmán. Fue copero mayor del rey Fernando I de Aragón,[24] quien le entregó la villa de Torija, y contrajo matrimonio con María de Avellaneda, que era hija de Lope Ochoa de Avellaneda, señor de Gumiel, y de Juana de Formicedo,[25] con quien tuvo descendencia.[24][25]

## Semblanza
...fue este maestre muy feo de rostro, el cuerpo grueso, el cuello muy corto, los hombros altos.  Fue de muy gran fuerza; ovose muy bien en las armas, hombre corto de razón, muy alegre y de gran compañía con los suyos; ça jamás sabía estar solo, sino entre todos los suyos.  Fue muy franco, pero no ordenadamente, sino a voluntad, ansi que se podía llamar pródigo.  E a mi ver este estremo de prodigalidad, aunque sea vicioso, es mejor e menos malo que el de la avaricia; porque de los grandes dones del pródigo se aprovechan mucho, e muestran grandeza de corazón.   Fue este maestre mucho disoluto acerca de las mugeres. E ansi con tales virtudes e vicios alcanzó muy grande estado y gran fama e renombre, e uvo en su compañía grandes hombres, e algunos que no vivían con él pero habían del dineros en cada año.  Murió en edad de setenta años, año mil quatrocientos y cuatro.   Está sepultado en el convento de Calatraba que es cerca de Almagro.

| Predecesor: Diego Gómez Barroso      | Maestre de la Orden de Alcántara 1384 — 1385 | Sucesor: Martín Yáñez de la Barbuda |
| Predecesor: Pedro Álvarez de Pereira | Maestre de la Orden de Calatrava 1385 — 1404 | Sucesor: Enrique de Villena         |